# Kocierzowy
Kocierzowy – wieś w Polsce położona w województwie łódzkim, w powiecie radomszczańskim, w gminie Gomunice.
W latach 1975–1998 miejscowość administracyjnie należała do województwa piotrkowskiego.
W 1920 roku powstała tu jedna z najstarszych w powiecie Ochotniczych Straży Pożarnych.